# Station Bålsta
Bålsta is een station aan de Mälarbanan, in Bålsta in de gemeente Håbo op ongeveer 45,3 km van Stockholm C. Het is het noordelijke eindpunt van lijn X43 van de van de Pendeltåg net ten noorden van de grens tussen Stockholms län en Uppsala län. 